# Eli Saulsbury
Eli M. Saulsbury, född 29 december 1817 i Kent County i Delaware, död 22 mars 1893 i Dover i Delaware, var en amerikansk demokratisk politiker. Han representerade delstaten Delaware i USA:s senat 1871-1889.
Saulsbury flyttade 1856 till Dover. Han studerade juridik och inledde 1857 sin karriär som advokat. Han efterträdde 1871 yngre brodern Willard Saulsbury i USA:s senat. Äldre brodern Gove Saulsbury var guvernör i Delaware 1865-1871.
Senator Saulsbury ställde 1889 upp för en fjärde mandatperiod i senaten men han besegrades av republikanen Anthony Higgins. Saulsbury avled 1893 och gravsattes på Silver Lake Cemetery i Dover.